# Castelnuovo di Ceva
Castelnuovo di Ceva là một đô thị tại tỉnh Cuneo trong vùng Piedmont của Italia, vị trí cách khoảng 90 km về phía đông nam của Torino và khoảng 45 km về phía đông của Cuneo. Tại thời điểm ngày 31 tháng 12 năm 2004, đô thị này có dân số 127 người và diện tích 6,2 km².
Castelnuovo di Ceva giáp các đô thị: Montezemolo, Murialdo, Priero và Roccavignale.